# Thân vương quốc Capua

Các quốc gia tại Campania vào năm 1000.

Thân vương quốc Capua (tiếng Latinh: Principatus Capuae hay Capue, tiếng Ý Principato di Capua) là một quốc gia của người Lombard ở miền nam nước Ý, thường độc lập trên thực tế, nhưng dưới quyền bá chủ khác nhau của Đế quốc Tây La Mã và Đông La Mã. Nguồn gốc ban đầu của nó là một gastald rồi về sau thành một bá quốc nằm trong thân vương quốc Salerno.

## Hợp nhất với Benevento

Thân vương quốc Capua ở Ý vào khoảng năm 1000.

## Người Norman thống trị

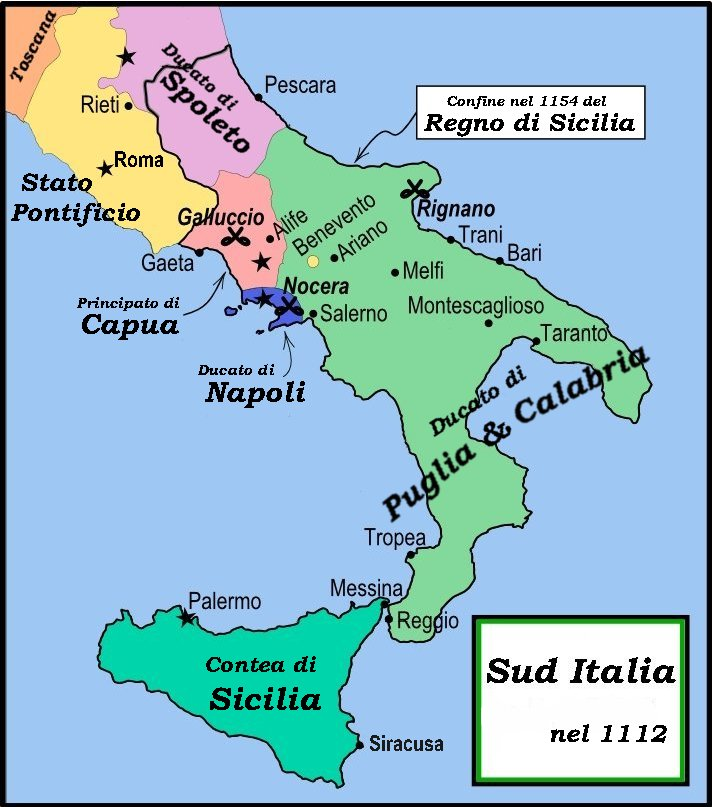
Thân vương quốc Capua vào năm 1112.